# Montjavoult
 Montjavoult  es una comuna y población de Francia, en la región de Picardía, departamento de Oise, en el distrito de Beauvais y cantón de Chaumont-en-Vexin.
Su población en el censo de 1999 era de 465 habitantes.
Está integrada en la Communauté de communes du Vexin Thelle.

## Demografía
| 366 | 313 | 292 | 324 | 449 | 465 |
| Para los censos de 1962 a 1999 la población legal corresponde a la población sin duplicidades (Fuente: INSEE [Consultar]) |     |     |     |     |     |